# Jasmin Sokolović
Jasmin Sokolovic (* 19. Februar 1962 in Sarajevo) ist ein bosnischer Musiker (Trompete).

## Leben
Zwischen 1969 und 1977 besuchte er die Grundschule, dann bis 1981 die Musikschule in Sarajevo, wo er als Hauptinstrument die Trompete zu lernen begann. Zwischen 1982 und 1996 besuchte er die Musikakademie und das Konservatorium in Zagreb und in Sarajevo in der Klasse von Professor Stanko Selak.
In der Zeit zwischen 1977 und 1981 gewann er zweimal den 1. Preis im nationalen Wettbewerb der jungen Künstler Jugoslawiens bis 18 Jahren.
Bereits ab 1980 begann er, in der Sarajevo Opera, in der Philharmonie und dem Jazzorchester der Stadt Sarajevo zu spielen. Von 1984 bis 1992 arbeitete er sich hoch zu der ersten Solo-Trompete im Symphony Orchestra, Philharmonic Jazz Orchestra und dem Opera Orchester der Stadt Sarajevo. Während dieser Zeit war das Orchester auf Tour rund um die Welt und er erhielt bedeutende Anerkennung als Solo-Orchestermusiker.
Er spielte unter zahlreichen anerkannten Dirigenten wie unter anderem Zubin Mehta, Claudio Abbado, Yehudi Menuhin, Oskar Danon und arbeitete im Orchester als Solotrompeter mit José Carreras, Ruggero Raimondi, Cecilia Gasdia, Ildikó Komlósi und anderen zusammen.
Seit 1992 ist er als Professor für Trompete und als Dirigent in Deutschland tätig, wo er bedeutende Erfolge und Anerkennung in diesem Bereich erreichte. Als Dirigent beim Blasorchester Dabringhausen gewann er zweimal den 1. Preis auf nationaler Ebene in Deutschland.
Im Laufe seiner Karriere arbeitete er mit vielen Musikern zusammen, darunter Band Haustor, Hari Mata Hari, Bijelo dugme, Band Soko, Haris Džinović, Toma Zdravković, Zdravko Čolić und Dino Merlin.
Viele Jahre spielte er mit der Gruppe von Dino Merlin; unter anderem beteiligten sie sich an der Wahl des Eurovision Song Contest.